# Измалково (усадьба)
Изма́лково — существовавшая в XVIII — начале XX веков подмосковная усадьба рода Самариных. Руины — в поселение Внуковское Новомосковского административного округа г. Москвы. Вблизи протекает река Переделка, приток Сетуни.

## История
Архитектурный ансамбль усадьбы начал складываться во второй половине XVIII века. В 1830 году, после приобретения усадьбы действительным статским советником, шталмейстером двора императрицы Марии Федоровны — Федором Васильевичем Самариным, начала отстраиваться заново. От прежних построек осталась каменная церковь Дмитрия Ростовского (1757).
Главным в усадьбе был двухэтажный деревянный дом, отштукатуренный «под камень» в стиле ампир. Облик дома украшал большой балкон, поддерживаемый шестью колоннами дорического ордера. Слева от дома стояли два одноэтажных рубленых флигеля.
В усадьбе был устроен обширный липовый парк регулярной и пейзажной планировки. Одной из границ парка служил большой проточный неправильной формы пруд, называемый Самаринским.
Самаринский дом был известен своей огромной библиотекой, картинами и гравюрами. Хозяева — Ю. Ф. Самарин, супруги В. Ф. Самарина-Комаровская и В. А. Комаровский выполнили много живописных видов Измалкова и усадебного дома. В настоящее время не известна судьба многочисленных фотографических снимков усадьбы, выполненных в начале XX века.
В доме хранилась часть домашнего архива, документы по истории усадьбы, приходно-расходные книги, журнал хозяйственных постановлений, рекрутские списки, просьбы крестьян о вспомоществовании, семейная переписка, воспоминания членов семьи, записки Владимира Фёдоровича о Севастопольской обороне.
В 1840—1844 годах Ю. Ф. Самарин жил в усадьбе почти постоянно, оставался на зиму и жил во флигеле, так как углубленно работал над магистерской диссертацией «Стефан Яворский и Феофан Прокопович», успешно защищенной в июне 1844 году. Им созданы также литературно-философские этюды о Вертере, оставлены воспоминания о своем детстве.
Хозяева отличались гостеприимством, в доме бывали Мещерские, Мансуровы, Осоргины, Гагарины, Свербеевы, Мамонтовы, Аксаковы, Поленовы. К Ю. Ф. Самарину часто приезжал из Ильинского его друг К. C. Аксаков, также писавший диссертацию.
После кончины Ю. Ф. Самарина память о нём бережно сохранялась. Архив был сдан в Румянцевский музей (более 1300 единиц хранения).

## Новая история
Национализация усадеб после Октября 1917 года изменила жизнь в Измалкове. Последние владельцы усадьбы — Комаровские, как и некоторые другие дворянские семьи, занялись земледелием, но в 1923 году были выселены из усадьбы вместе с детьми, а в дальнейшем подверглись необоснованным репрессиям. В усадьбе разместили детскую санаторную (туберкулезную) колонию, впоследствии детский санаторий № 39.
В своем большинстве имущество при этом было утрачено, а библиотека продана и оказалась в Пражском университете. Из мебели удалось чудом спасти  несколько редких книжных шкафов конца XVIII века, перевезенных в Пушкинский музей в Больших Вяземах после его организации. Шкафы находились в плачевном состоянии, в них десятилетиями сушили белье. После многолетней реставрации их можно увидеть в русской библиотеке усадьбы Вяземы.
В начале 1930-х годов была снесена церковь Дмитрия Ростовского (1757 г.). На месте кладбища и Измалковского леса стали строиться дачи поселка литераторов «Переделкино».
Два скульптурных льва при ступенях парадного крыльца перевезены в 1970-е гг. в усадьбу Юсуповых «Архангельское».

## Современное состояние
Главный дом усадьбы сохранился, хотя и пребывает в руинированном состоянии. Первоначальная планировка дома и фасады утрачены. Начавшаяся после исхода последнего арендатора реконструкция заморожена.
Парк был сильно урезан и запущен. Не сохранились два копаных пруда, входившие в усадебный ансамбль.
В 2015 году Правительство Москвы передало усадьбу на 49 лет в безвозмездное пользование основанному актрисами Чулпан Хаматовой и Диной Корзун Фонду помощи детям с онкогематологическими и иными тяжёлыми заболеваниями «Подари жизнь».
В 2019 году был согласован план по реконструкции, реставрации и приспособлению под пансионат комплекса зданий усадьбы «Измалково». Проект реконструкции предусматривает воссоздание исторического облика фасадов здания и их декора с сохранением восточных и западных кирпичных пристроек. В главном доме будет восстановлена историческая кирпичная кладка, штукатурка, обшивка тесовой доской, а также воссоздание интерьеров зданий в соответствии с проектом реставрации.